# أمل ناصر
أمل جميل ناصر هي كاتبة وقاصة لبنانية وُلدت بالمكسيك وتحمل الجنسية المكسيكية. درست أمل ناصر الأدب العربي بالجامعة اللبنانية، وتخصصت في أدب الطفل وأدب اليافعين، وأسست دار رمانة المتخصصة في أدب الطفل ببيروت عام 2020. خرّيجة الجامعة اللّبنانيّة قسم الأدب العربي، طالبة دراسات عليا في أدب الطفل واليافعين/ طالبة حرة في اختصاصي راديو وتلفزيون والاخراج المسرحي والفلسفة/.كاتبة قصص ورواية وسيناريو وشعر.•مدرّبة ومعدّة ورش فنّيّة وأدبيّة وتربويّة للأطفال واليافعين ابتدأت مشوارها في أدب الطفل باكرًا، وخاضت تجارب في رئاسة تحرير مجلة للأطفال، وتحرير العشرات من النصوص.
عام 2011استلمت إدارة الإنتاج والتحرير في دار البنان التي لم تكن معروفة آنذاك، وقامت بتطوير الرؤية الفنية للدار، وكان لها الدور الأبرز في إعادة هيكلة الدار من الناحية الادبية والفنية، مما ساهم في بروز الدار على صعيد العالم العربي، وقد حاز الدار على جوائز وتنويهات واستطاع المنافسة في بعض الجوائز العربي وكان من ضمن الرؤية الفنية التي طورتها أن ساهمت في ظهور بعض الاقلام الموهوبة الشابة، والرسامين الشباب.

## مسيرتها المهنية
عملت أمل ناصر بمجال الكتابة للأطفال واليافعين، ورأست تحرير مجلة للاطفال المخصصة للطفل بدءاً من عام 2011 وحتى عام 2013، كما تولت إدارة الإنتاد والعلاقات بدار البنان للنشر والتوزيع ببيروت في عام 2011، ثم أسست دار رمانة للنشر والتوزيع ببيروت، والتي وجهت إصداراتها بشكلٍ أساسي للأطفال واليافعين، وأسست مكتباً استشارياً لتطوير مهارات الكتابة وانتاج الكتب.
كتبت أمل ناصر نحو 25 قصة ومسرحية للأطفال ولفئة اليافعين، وشاركت في كتابة نصوص مسرحية للأطفال مثل مسرحية «يا قمر ضوي ع الناس» بالتعاون مع المخرج كريم دكروب، وشاركت بالعديد من المهرجانات والمسابقات الأدبية، ومنها مهرجان الحكواتي العالمي الذي أقيم في إيران عام 2011.

## كتاباتها ومؤلفاتها
ألّفت أمل ناصر العديد من المؤلفات التي تنوعت ما بين قصص الأطفال، وأدب اليافعين، والنصوص المسرحية للأطفال، ومنها:
مؤلّفاتها
مع دار مجموعة كلمات:
أين ذهبت الدجاجة السوداء؟
يونس
هكذا تحركت الدمى
ميزتي
لست وحشا
دوار الشمس
مع دار النحلة
خرطوم فلفول
مع دار السلوى تحت الطبع
كيف تحول غولة إلى فراشة
كاميليا
مع دار البنان
من أنا
ماذا سيرتدي الفيل
النفق
الطبيب الصغير
حكاية تنين
في حقيبة
وحش القصص
جدي حكاية حب
لو كان عندي ديناصور
موسيقى
يحكى أن
كنوزي
يدان من الجنة
الضحكة الهاربة
قلب في مدينة
قلب من شوكولاه
قاموس أخي
عنابة
زهر التفاح
مع دار المايا
حلم كبير
مسرحيات: «أضيئي يا نجمة»، «أقنعة»، كما شاركت في كتابة مسرحية «يا قمر ضوي ع الناس» مع المخرج كريم دكروب.
أمل/أرشيفيا /شارب أبو الشوارب
ثلاثة ثعالب ذكية
ماذا لو وجدتَ تنينة غاضبة في بيتك.
- وحش القصص: صدرت عن دار البنان للنشر والتوزيع ببيروت.
- الضحكة الهاربة: صدرت عن دار البنان للنشر والتوزيع ببيروت.
- النفق: صدرت عن دار البنان للنشر والتوزيع ببيروت.
- جدي حكاية حب: صدرت عن دار البنان للنشر والتوزيع ببيروت.
- يحكى أن: صدرت عن دار البنان للنشر والتوزيع ببيروت.
- قلب في مدينة: صدرت عن دار البنان للنشر والتوزيع ببيروت.
- يدان من الجنة: صدرت عن دار البنان للنشر والتوزيع ببيروت.
- الطبيب الصغير: صدرت عن دار البنان للنشر والتوزيع ببيروت.
- ميزتي: صدرت عن دار كلمات للنشر والتوزيع ببيروت.
- لست وحشاً: صدرت عن دار كلمات للنشر والتوزيع ببيروت.
- خرطوم فلفول: صدرت عن دار النحلة للنشر والتوزيع بتونس.
- قلب من شوكولاه: صدرت عن دار البنان للنشر والتوزيع ببيروت.
- قاموس أخي: صدرت عن دار البنان للنشر والتوزيع ببيروت.
- عنابة: صدرت عن دار البنان للنشر والتوزيع ببيروت.
- زهر التفاح: صدرت عن دار البنان للنشر والتوزيع ببيروت.
- حمار يبحث عن مكتبة: صدرت عن دار المايا للنشر والتوزيع ببيروت.
- بماذا تبرّع؟: صدرت عن دار رسالات للنشر والتوزيع ببيروت.
- في حقيبة: صدرت عن دار البنان للنشر والتوزيع ببيروت.
- حكاية تنين: صدرت عن دار البنان للنشر والتوزيع ببيروت.
- أمل: صدرت عن دار حكاية قمر للنشر والتوزيع ببيروت.
- أضيئي يا نجمة (مسرحية للأطفال)
- أقنعة (مسرحية للأطفال)
- ماذا سيرتدي الفيل: صدرت عام 2015 عن دار البنان للنشر والتوزيع ببيروت، وضم الكتاب رسوماً للفنانة ثمار حلواني.[2]
- من أنا؟: صدرت عام 2016 عن دار البنان للنشر والتوزيع ببيروت.[3]
- لو كان عندي ديناصور: صدرت عام 2016 عن دار البنان للنشر والتوزيع ببيروت، وضم الكتاب رسوماً للفنان براء العاوور.[4]
- كنوزي: صدرت عام 2017 عن دار البنان للنشر والتوزيع ببيروت، وضم الكتاب رسوماً للفنان سومر سلام.[5]
- أين ذهبت الدجاجة السوداء: صدرت عام 2017 عن دار كلمات للنشر والتوزيع ببيروت، وضم الكتاب رسوماً للفنانة ماريسا فستيتا.[6]
- موسيقى: صدرت عام 2017عن دار البنان للنشر والتوزيع ببيروت، وضم الكتاب رسوماً للفنان براء العاوور.[7]
- يونس: صدرت عام 2018 عن دار كلمات للنشر والتوزيع ببيروت، وضم الكتاب رسوماً للفنانة أنيتا بارغجياني.[8]
- أرشيفيا: صدرت عام 2020 عن دار حكاية قمر للنشر والتوزيع ببيروت، وضم الكتاب رسوماً للفنانة لينا نداف.[9]
- هكذا تحركت الدمى: صدرت عام 2020 عن دار كلمات للنشر والتوزيع ببيروت، وضم الكتاب رسوماً للفنانة دبرا جيدي.[10]
- دوار الشمس: صدرت عام 2021 عن دار كلمات للنشر والتوزيع ببيروت، ورسم غلاف ورسوم الكتاب الفنان فادي فاضل.[11]

## الجوائز
• جائزة الملتقى العربي عن افضل نص كاميليا تبحث عن وظيفة
- الجائزة الأولى من معرض بيروت الدولي للكتاب عام 2016 عن قصتها «النفق».
- الجائزة الأولى في مسابقة مؤسسة عبد الحميد شومان. في الأردن في تأليف النص المسرحي للأطفال عام 2016.
- جائزة فلسطين عن كتاب أرشيفيا المركز الأول